# Leptocaris trisetosus
Leptocaris trisetosus is een eenoogkreeftjessoort uit de familie van de Darcythompsoniidae. De wetenschappelijke naam van de soort is voor het eerst geldig gepubliceerd in 1935 door Kunz.